# Championnats d'Afrique de gymnastique artistique 1998
Navigation
Johannesbourg 1994 Tunis 2000
La 4e édition des championnats d'Afrique de gymnastique artistique se déroule du 19 au 24 avril 1998, en Afrique du Sud.

## Nations participantes
Les nations participantes sont :
- Namibie (pays hôte)
- Algérie
- Afrique du Sud
- Égypte
- Maroc
- Tunisie
- Zimbabwe

## Résultats
L'Algérie obtient 14 médailles au total (seniors et juniors), dont 4 en or, et 2 en .

### Seniors
L'Algérie remporte le concours général par équipes avec Hadj Aissa Mohamed, Réda Khlifa, Noureddine Yahouya et Sid Ali Ferdjani.
Dans les épreuves individuelles, Hadj Aissa Mohamed remporte 2 médailles d'or (au concours général individuel et aux barres parallèles), Noureddine Yahouya et Sid Ali Ferdjani remportent chacun 1 médaille de bronze, et Réda Khlifa obtient 2 médailles de bronze.

### Juniors
L'Algérie remporte la médaille de bronze du concours général par équipe.
Dans les épreuves individuelles, l'Algérien Raouf Yaagoub remporte 1 médaille d'or (au concours général individuel), 2 médailles d'argent (sol et saut de cheval) et 2 médailles de bronze et son compatriote Noureddine Maayouf obtient 1 médaille de bronze.